# Південний схил балки луго пасовищного сівообігу №3
Південний схил балки луго пасовищного сівообігу №3 — ентомологічний заказник місцевого значення. Об'єкт розташований на території Кам'янсько-Дніпровського району Запорізької області, поле №3, село Заповітне.
Площа — 2 га, статус отриманий у 1984 році.